# Paradarisa exclusaria
Paradarisa exclusaria là một loài bướm đêm trong họ Geometridae.